# Zhashkiv
Zhashkiv (tiếng Ukraina: Жашків) là một thành phố của Ukraina. Thành phố này thuộc tỉnh Cherkasy. Thành phố này có diện tích ? km2, dân số theo điều tra dân số năm 2001 là 15853 người.